# Микл, Джим
Джим Микл (англ. Jim Mickle; род. 1979) — американский кинорежиссёр, известный по таким фильмам, как «Малберри-Стрит», «Земля вампиров», «Мы такие, какие мы есть» и «Холод в июле». Он также участвовал в создании сериала «Хэп и Леонард» на канале SundanceTV.

## Биография
Джим Микл родился в Потстауне (англ. Pottstown, Pennsylvania), штат Пенсильвания в 1979 году. Он вдохновился идеей стать режиссёром после того, как посмотрел фильм «Армия тьмы».

Обучался в Нью-Йоркском университете и окончил его в 2002 году. Он работал в качестве помощника по производству над серией фильмов режиссеров-дебютантов, ещё не окончивших в киношколу. Опыт было неприятным для него, и он рассказывал об этих фильмах, как об «эфемерных проектах». Михайличенко предпочитает режиссуру и монтаж писательской работе.

## Карьера
Микл и Ник Дамичи (англ. Nick Damici) встретились во время работы над студенческим дипломным фильмом в 2001 году. Тогда они придумали идею для зомби-фильма. Эта концепция в конечном итоге превратилась в их первое сотрудничество, «Малберри-Стрит», фильм ужасов о джентрификации в Нью-Йорке.

Второй фильм Михайличенко, «Земля вампиров», был удостоен титула «Выбор критиков Нью-Йорк Таймс» (критиками Нью-Йорк Таймс).

Его фильм 2013 года «Мы такие, какие мы есть» (англ. We Are What We Are (2013 film)) был показан на 29-м кинофестивале «Сандэнс» и в секции «две недели режиссёров» на Каннском кинофестивале-2013.

Он был режиссёром экранизации романа Джо Р. Лансдейлс «Холод в июле», в котором снялся Майкл Си Холл; а в настоящее время[когда?] он работает над «Эсперансе», — историей смертельного лесного пожара в Южной Калифорнии, адаптированной Шоном О’Киф из книги Н. Джон Маклейн.

В 2016 году Михайличенко & Дамичи работали над сериалом Хэп и Леонард, основанном на романах Джо Р. Лансдейла, в которых Микл управлял созданием четырёх из шести эпизодов.

## Фильмография
| Название               | Год  | Описание | Оценка сайта «Rotten Tomatoes» (Тухлые Помидоры) | Примечания                      |
| ---------------------- | ---- | -------- | ------------------------------------------------ | ------------------------------- |
| Малберри-стрит         | 2006 | N/A      | 70%                                              |                                 |
| Земля вампиров         | 2010 | 66/100   | 75%                                              |                                 |
| «Мы такие, какие есть» | 2013 | 69/100   | 85%                                              |                                 |
| «Холод в июле»         | 2014 | 73/100   | 85%                                              |                                 |
| «Хэп и Леонард»        | 2016 | 73/100   | 87%                                              | 1 сезон телесериала (4 эпизода) |
| «Хэп и Леонард»        | 2016 |          |                                                  | 2 сезон телесериала (2 эпизода) |
| «В тени Луны»          | 2019 | 63/100   | 63%                                              |                                 |

## Награды
| Год  | Организация                                                  | Награда                                                                                           |
| ---- | ------------------------------------------------------------ | ------------------------------------------------------------------------------------------------- |
| 2007 | англ. Toronto After Dark Film Festival                       | After Dark Spirit Award                                                                           |
| 2007 | Фестиваль Фантастических Фильмов в Амстердаме                | Особое упоминание                                                                                 |
| 2010 | Международный Кинофестиваль в Торонто                        | Приз зрительских симпатий                                                                         |
| 2011 | Невшательский Международный Фестиваль Фантастического Фильма | Особое упоминание                                                                                 |
| 2014 | Кинофестиваль в Сиджесе                                      | Награда лучшему режиссеру в Официальной Фантастической Категории «Орбита» за фильм «Холод в июле» |